# Cochlioda miniata
Cochlioda miniata là một loài thực vật có hoa trong họ Lan. Loài này được L.Linden mô tả khoa học đầu tiên năm 1896.